# Pieter Johan Faber
Pieter Johan Faber (Haarlem, 20 februari 1920 — Groningen, 10 juli 1948) was een Nederlands SD'er en oorlogsmisdadiger.
Hij was de zoon van Pieter Faber en Carolina Josephine Henriëtte Bakker, en de broer van eveneens oorlogsmisdadiger Klaas Carel Faber. Zelf was hij tijdens de Tweede Wereldoorlog opperwachtmeester bij de SD in het Scholtenhuis in de stad Groningen.
Het gezin waarin de broers opgroeiden, was lid van de NSB. Hun vader was bakker in Haarlem en werd op 8 juni 1944 in Heemstede op 55-jarige leeftijd neergeschoten door de verzetsstrijders Hannie Schaft en Jan Bonekamp. Zes dagen later overleed hij en werd hij op 17 juni 1944 op de Algemene Begraafplaats in Heemstede begraven.
De broers Faber waren erg fanatiek in het bestrijden van het Nederlandse verzet en vermoordden Nederlanders die tegen het nazi-bewind waren, zelfs tegen de wil van NSB-partijleider Mussert in. Beiden werden berucht door hun deelname aan de zogenoemde Aktion Silbertanne. Deze serie moorden werden door het Sonderkommando gepleegd op onschuldige bekende Nederlanders. De acties golden als represaillemaatregel voor aanslagen op vooral Nederlandse collaborateurs. Toen SS-Brigadeführer Karl Eberhard Schöngarth van deze gewelddadigheden hoorde, maakte hij er in september 1944 een einde aan. Ook maakte Faber met zijn broer deel uit van het executiepeloton in Kamp Westerbork. De broers, die uiterst gewelddadig optraden, waren betrokken bij de executies van tientallen arrestanten in de bossen van Exloo, Westerbork en Norg.
Pieter Johan Faber werd later schuldig bevonden aan 27 moorden.
Na de oorlog werden de broers veroordeeld tot de doodstraf. Pieter Johan Faber werd op 10 juli 1948 in Groningen door een vuurpeloton geëxecuteerd. De doodstraf van zijn broer Klaas Carel Faber werd omgezet in een levenslange gevangenisstraf.